# هپی رودس
هپی رودس (انگلیسی: Happy Rhodes؛ زادهٔ ۹ اوت ۱۹۶۵) یک موسیقی‌دان اهل ایالات متحده آمریکا است. وی از سال ۱۹۸۴ میلادی تاکنون مشغول فعالیت بوده‌است.